# Tra tấn

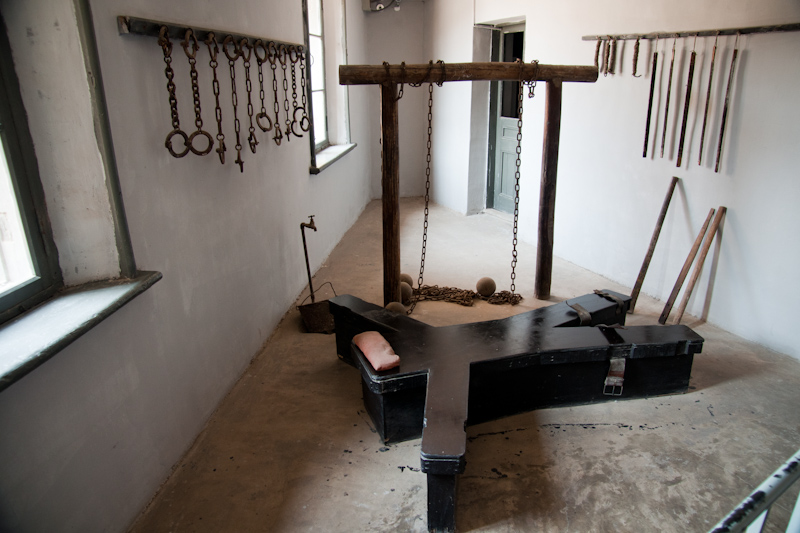
Ảnh chụp một phòng tra tấn cũ ở Lữ Thuận Khẩu, Trung Quốc

Tra tấn là hành vi có chủ ý gây chấn thương tâm lý hoặc thể xác nghiêm trọng cho một cá nhân vì nhiều mục đích khác nhau, bao gồm trừng phạt, ép cung lấy lời khai, thẩm vấn để thu thập thông tin hoặc răn đe những người liên quan. Một số định nghĩa tra tấn chỉ xoay quanh các hành vi do chính quyền thực hiện, trong một số trường hợp, định nghĩa này bao gồm cả hành vi từ các tổ chức phi chính phủ.
Hành vi tra tấn đã xuất hiện từ thời cổ đại. Vào thế kỷ 18–19, các quốc gia phương Tây chính thức bãi bỏ tra tấn trong hệ thống tư pháp, nhưng loại hình phạt này không bị loại bỏ hoàn toàn và vẫn được áp dụng trên toàn cầu. Các phương pháp tra tấn thường được sử dụng đồng thời và kết hợp với nhau. Trong số đó, đánh đập là hình thức tra tấn vật lý phổ biến nhất. Từ thế kỷ 20, những người tra tấn thường ưu tiên các phương pháp không để lại dấu vết hoặc phương thức tra tấn tâm lý, nhằm tránh bị phát hiện và phủ nhận hành vi của mình. Phương thức này thường được các tổ chức hỗ trợ thông qua việc tạo điều kiện và khuyến khích các hành vi đó. Hầu hết nạn nhân đều là người nghèo hoặc bị xã hội ruồng bỏ và bị gán ghép tội danh. Đáng chú ý, các hành vi tra tấn thông thường lại ít được quan tâm hơn nhiều so với tra tấn trong bối cảnh chính trị hoặc xung đột vũ trang. Nhục hình và tử hình đôi khi cũng được coi là hình thức tra tấn, nhưng cách gọi này gây nhiều tranh cãi trên phạm vi quốc tế.
Tra tấn có mục đích phá vỡ tinh thần và ý chí của nạn nhân, làm mất đi nhân cách riêng và khả năng tự chủ của họ. Đây là một trong những trải nghiệm đau đớn nhất mà một cá nhân có thể chịu đựng. Không chỉ nạn nhân bị ảnh hưởng, việc tra tấn có thể gây tác động tiêu cực lên người hoặc tổ chức thực hiện hành vi đó. Các nghiên cứu cho thấy dư luận thường phản đối việc tra tấn. Pháp luật và các hiệp ước quốc tế đều nghiêm cấm hành vi này, bất kể quốc gia và hoàn cảnh nào. Việc phản đối tra tấn góp phần hình thành nên các phong trào nhân quyền sau chiến tranh thế giới thứ hai. Dù tần suất đã giảm, một số quốc gia vẫn áp dụng tra tấn trong hệ thống tư pháp.

## Định nghĩa
Tra tấn là hành vi có chủ ý gây đau đớn hoặc thống khổ cho một người dưới sự kiểm soát của một cá nhân, nhằm trừng phạt, ép buộc nạn nhân thú tội hoặc cung cấp thông tin. Theo định nghĩa của Công ước Liên Hợp Quốc, hành vi tra tấn chỉ được thực hiện khi có sự chấp thuận từ chính quyền. Về mặt pháp lý, tra tấn chỉ xảy ra khi nạn nhân bị giam giữ (và bị hại) bởi một cá nhân thuộc tổ chức có thẩm quyền, điều này áp dụng cho cả những tổ chức phi chính phủ nhưng sở hữu quyền lực công. Trái lại, nếu một tổ chức không có thẩm quyền thực hiện hành động tương tự thì chỉ được coi là hành vi gây đau đớn thông thường. Định nghĩa phổ quát nhất xem bất kỳ ai cũng có thể là thủ phạm. Việc xác định ranh giới giữa tra tấn với những hình thức bức hại khác hiện vẫn là vấn đề gây tranh cãi; định nghĩa về tra tấn được mở rộng dần theo thời gian. Các học giả như Manfred Nowak và Malcolm Evans đề xuất phân biệt tra tấn với các hình thức đối xử hoặc trừng phạt tàn bạo, vô nhân đạo hoặc hạ nhục con người. Phương pháp này đề cao việc xem xét mục đích của người thực hiện, thay vì chỉ tập trung vào mức độ nghiêm trọng của hành vi. Ngược lại, các định nghĩa khác lại nhấn mạnh mục tiêu của người tra tấn là "tước đi phẩm giá của nạn nhân".

## Lịch sử

### Trước khi bãi bỏ

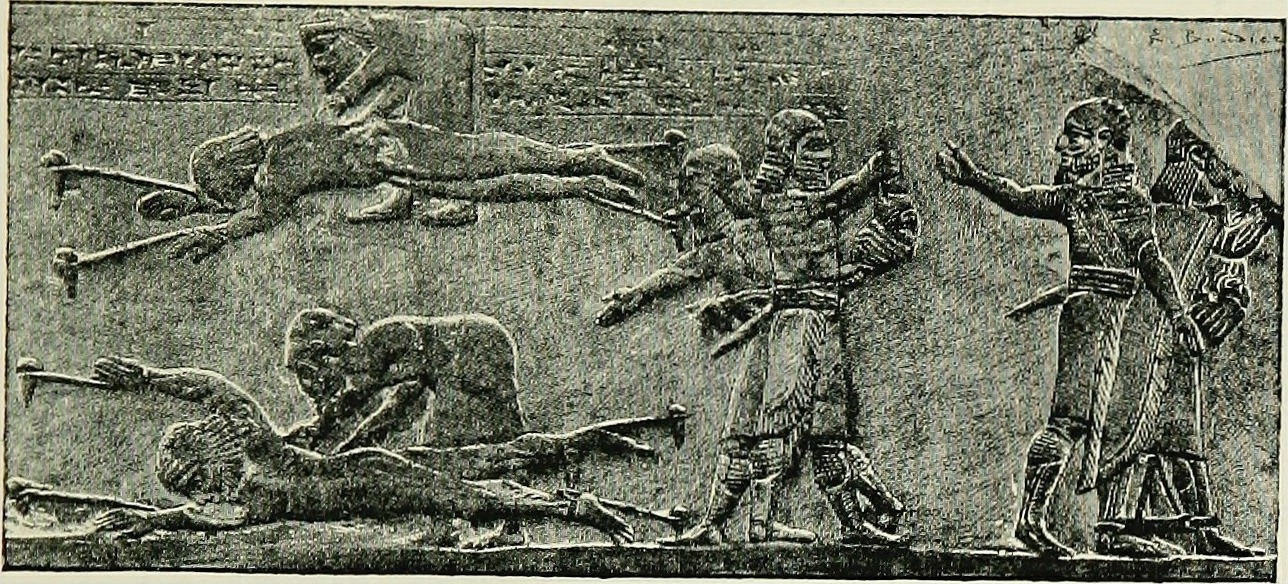
Bức phù điêu của người Assyria. Hai thủ lĩnh Elamite bị lột da sau trận Ulai.

Trong hầu hết các xã hội cổ đại, trung cổ và hiện đại, tra tấn được chấp nhận về mặt pháp lý và đạo đức. Bằng chứng khảo cổ cho thấy tra tấn đã tồn tại ở châu Âu từ thời kỳ đồ đá mới, khoảng 7.000 năm trước. Tra tấn thường được đề cập trong các tài liệu lịch sử về Assyria và Đế quốc Achaemenes. Tra tấn và hình phạt gây đau đớn được sử dụng trong thi hành án và quy trình pháp lý của nhiều xã hội, mặc dù một số nhà sử học cho rằng có sự khác biệt giữa hai khái niệm này. Trong lịch sử, tra tấn được coi là một phương thức đáng tin cậy để lấy lời khai; một hình phạt thích đáng và giúp ngăn ngừa nguy cơ phạm tội trong tương lai. Tra tấn được kiểm soát theo quy định của pháp luật và đặt ra những hạn chế về các phương pháp có thể sử dụng; những phương pháp tra tấn phổ biến tại châu Âu bao gồm điếu hình hoặc kéo căng cơ thể. Trong hầu hết xã hội, người dân chỉ có thể bị tra tấn theo quy định của pháp luật trong những trường hợp đặc biệt hoặc khi phạm tội nghiêm trọng như phản quốc, thường chỉ xảy ra khi có bằng chứng cụ thể. Ngược lại, những người không phải là công dân như người nước ngoài và nô lệ thường bị tra tấn.
Tra tấn hiếm khi xuất hiện ở châu Âu vào sơ kỳ Trung Cổ, nhưng trở nên phổ biến trong giai đoạn từ năm 1200 đến năm 1400. Trong thời kỳ này, các thẩm phán đặt ra một tiêu chuẩn chứng cứ khá cao trong việc kết án, và cho phép sử dụng tra tấn khi có bằng chứng gián tiếp cáo buộc phạm tội nghiêm trọng, đặc biệt trong trường hợp không đủ nhân chứng theo quy định và phạm nhân không thừa nhận hành vi phạm tội. Tra tấn là một quá trình tốn nhiều công sức dành riêng cho những tội ác nghiêm trọng nhất; hầu hết nạn nhân của tra tấn là nam giới bị buộc tội giết người, phản quốc hoặc trộm cắp. Các tòa án giáo hội thời Trung Cổ và toà thẩm giáo tiếp tục sử dụng hình thức tra tấn theo các quy tắc tố tụng tương tự như các tòa án thế tục. Đế quốc Ottoman và Qajar Iran từng sử dụng tra tấn trong trường hợp chứng cứ gián tiếp cho thấy một người có khả năng phạm tội, mặc dù theo truyền thống thì luật Hồi giáo coi chứng cứ có được từ tra tấn là không hợp lệ.

### Sau khi bãi bỏ

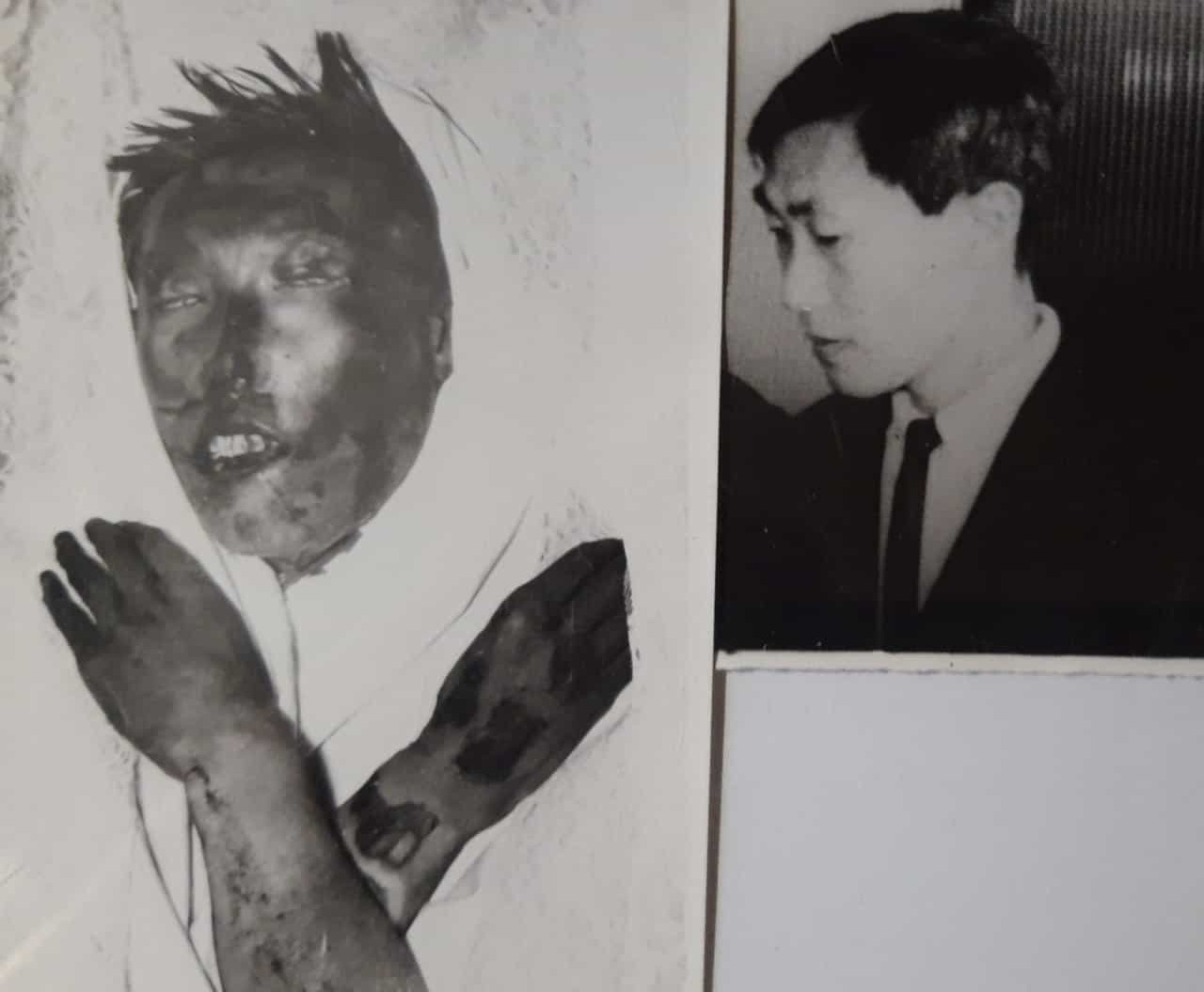
Một người bị tra tấn đến chết sau chính biến Chile năm 1973

Vào thế kỷ 17, tra tấn vẫn được coi là hợp pháp tại châu Âu, nhưng tần suất thực hiện đã bị suy giảm. Từ thế kỷ 18 đến đầu thế kỷ 19, tra tấn chính thức bị bãi bỏ và trở nên ít quan trọng trong hệ thống tư pháp hình sự tại châu Âu. Lý tưởng Khai sáng và tinh thần nhân đạo về nhận thức giá trị con người là những yếu tố dẫn đến bãi bỏ tra tấn. Tương tự, những cải cách về pháp luật – xã hội như giảm mức tiêu chuẩn chứng cứ trong các vụ án hình sự, không còn coi nhục hình là phương tiện để đền bù tội lỗi; hình thức phạt tù dần thay thế cho án tử hình hoặc cực hình, cũng đóng vai trò cho quá trình này. Không có kết luận chắc chắn về tần suất suy giảm của tra tấn ở ngoài phạm vi các quốc gia phương Tây hay các nước thuộc địa châu Âu trong thế kỷ 19. Tại Trung Quốc, hình phạt tra tấn trong hệ thống tư pháp, vốn tồn tại trong hơn hai thiên niên kỷ, đã bãi bỏ vào năm 1905, cũng như tra tấn bằng roi và hình thức tử hình lăng trì (phanh thây), tuy nhiên, tra tấn vẫn còn được sử dụng ở Trung Quốc trong thế kỷ 20–21.
Tra tấn là công cụ phổ biến của chủ nghĩa thực dân nhằm đàn áp các phong trào đấu tranh đòi quyền độc lập, đặc biệt trong bối cảnh chiến tranh chống thực dân trong thế kỷ 20. Ước tính có hơn 300.000 người bị tra tấn trong chiến tranh Algérie, Vương quốc Anh và Bồ Đào Nha từng sử dụng tra tấn để cố duy trì sự kiểm soát đối với lãnh thổ thuộc địa. Trong suốt thế kỷ 20, các quốc gia cộng sản và không cộng sản tại châu Phi, châu Á và Trung Đông thường áp dụng tra tấn. Tuy nhiên, do thiếu thông tin về việc sử dụng tra tấn của các chính phủ và thế lực thực dân trong thế kỷ 19, nên khó có thể nói tỷ lệ tra tấn trong thế kỷ 20 cao hơn so với thế kỷ 19. Nửa đầu thế kỷ 20, việc sử dụng tra tấn trở nên phổ biến hơn ở châu Âu, đặc biệt là do sự xuất hiện của cảnh sát mật, ảnh hưởng của các sự kiện lớn như Thế chiến I, Thế chiến II, cùng với sự trỗi dậy của các chế độ cộng sản và phát xít.
Vào thời kỳ chiến tranh Lạnh tại Mỹ Latinh, tra tấn đều được sử dụng bởi chính quyền cộng sản lẫn chống cộng. Ước tính có 100.000 đến 150.000 người là nạn nhân của các chính quyền quân sự do Hoa Kỳ hậu thuẫn. Trong thế kỷ 20, các quốc gia phương Tây theo thể chế dân chủ tự do có tỷ lệ sử dụng tra tấn thấp nhất. Tuy nhiên, ngay cả ở những quốc gia này, tra tấn vẫn còn được sử dụng, chủ yếu nhằm vào nhóm dân tộc thiểu số, nghi phạm hình sự thuộc tầng lớp yếu thế, tù nhân chiến tranh hoặc người nước ngoài. Sau sự kiện 11 tháng 9, trong bối cảnh chiến tranh chống khủng bố, chính quyền liên bang Hoa Kỳ tiến hành chương trình tra tấn "thẩm vấn tăng cường" tại nước ngoài.

## Mức độ phổ biến

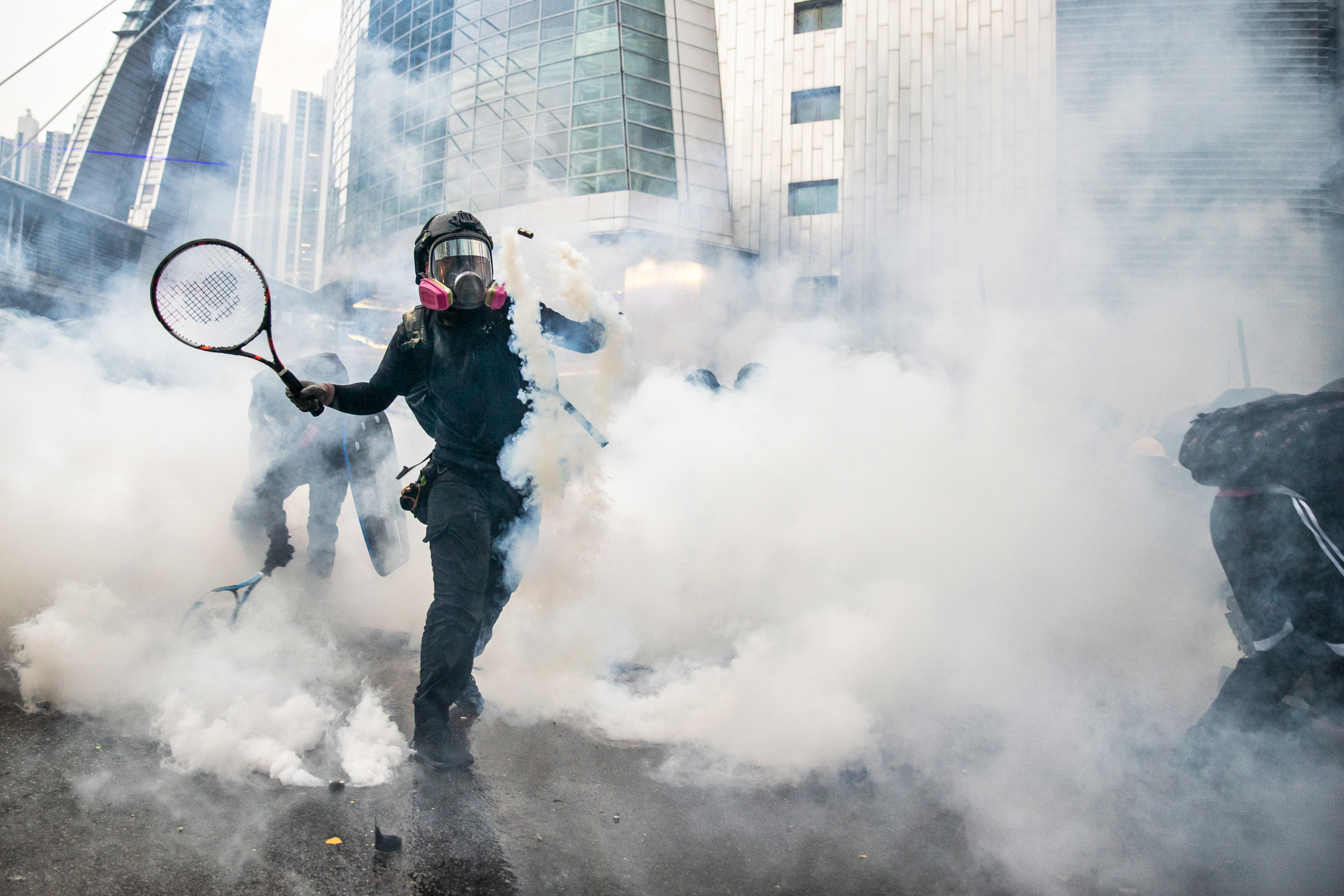
Hơi cay trong cuộc biểu tình Hồng Kông năm 2019–2020. Sử dụng hơi cay lên người biểu tình đôi khi bị xem là hình thức tra tấn.

Tra tấn vẫn được sử dụng ở hầu hết các nước, nhưng chỉ có số ít công khai điều này. Lệnh cấm tra tấn trên phạm vi quốc tế chưa thể ngăn chặn hoàn toàn hành vi; trên thực tế, chính quyền thường che giấu bằng cách phủ nhận, thay đổi cách thức hoặc đẩy việc tra tấn cho bên thứ ba. Tỉ lệ công khai thông tin về tra tấn tại các nước "xã hội mở" cao hơn nhiều so với nước "xã hội kín". Những nạn nhân sống sót (đặc biệt là tầng lớp nghèo hoặc không có tiếng nói trong xã hội) thường không trình báo lại sự việc. Công tác giám sát chủ yếu tập trung vào nhà tù và đồn cảnh sát, dù hành vi tra tấn có thể xảy ra tại các cơ sở khác (bao gồm trung tâm giam giữ người nhập cư và trại giáo dưỡng vị thành niên). Tra tấn xảy ra ngoài hệ thống nhà tù thường không được thống kê chính xác hoặc đầy đủ (bao gồm các hình phạt không được kiểm soát bởi hệ thống tư pháp, đe dọa và kiểm soát đám đông), dù các nghiên cứu cho thấy những loại hình tra tấn này có thể phổ biến hơn so với tra tấn trong các địa điểm giam giữ chính thức. Thông tin về mức độ phổ biến của tra tấn trước thế kỷ 20 vẫn còn hạn chế. Một số nghiên cứu phát hiện rằng tỷ lệ nam giới bị tra tấn cao hơn nhiều so với nữ giới; số khác lại cho thấy cả hai đều bị tra tấn với tỷ lệ ngang nhau.
Dù các quốc gia theo thể chế dân chủ tự do ít có khả năng lạm dụng quyền lực đối với người dân, nhưng họ có thể sử dụng tra tấn đối với những người dân bị "lề hóa", không mang quốc tịch của nước sở tại, hoặc không được hưởng lợi pháp lý từ mặt dân chủ. Cử tri có thể ủng hộ sử dụng bạo lực với người nước ngoài mà họ coi là mối đe dọa; các tổ chức theo hình thức chủ trương đa số thường không hiệu quả trong việc ngăn chặn hành vi tra tấn đối với cộng đồng thiểu số hoặc người nước ngoài. Tra tấn thường gia tăng khi chính quyền cảm thấy bị đe dọa bởi chiến tranh hoặc khủng hoảng, đặc biệt trong bối cảnh họ đối đầu với tội phạm, khủng bố xuyên quốc gia hoặc phe bất đồng chính kiến có khuynh hướng bạo lực. Nhưng các nghiên cứu lại cho thấy không có quan hệ nhất quán giữa tra tấn và tấn công khủng bố.
Tra tấn nhắm vào một số đối tượng cụ thể trong xã hội, những người không được hưởng quyền bảo vệ như người dân thông thường. Tra tấn trong bối cảnh chính trị hoặc xung đột vũ trang nhận được nhiều sự quan tâm hơn so với người nghèo hoặc nghi phạm hình sự. Hầu hết nạn nhân của tra tấn đều bị gán ghép tội danh; đa phần đến từ tầng lớp nghèo hoặc thuộc cộng đồng bị lề hóa. Các đối tượng dễ trở thành nạn nhân của tra tấn thường là nam thanh niên thất nghiệp, người nghèo đô thị, cộng đồng LGBT, người tị nạn hoặc di cư, cùng với nhóm dân tộc thiểu số, người bản địa và người khuyết tật. Người nghèo dễ trở thành đối tượng bị tra tấn khi tình trạng nghèo tương đối và bất bình đẳng phát sinh. Việc hình sự hóa người nghèo, thông qua áp dụng các luật lệ nhằm vào nhóm người vô gia cư, những cá nhân hoạt động trong lĩnh vực dịch vụ tình dục hoặc tham gia vào nền kinh tế phi chính thức, có thể dẫn đến việc cảnh sát lạm dụng quyền lực và tùy tiện thực hiện các hành vi bạo lực. Đáng chú ý, dùng bạo lực đối với người nghèo hoặc bị lề hóa thường không được coi là tra tấn. Người thực hiện biện minh việc sử dụng bạo lực là cách để đảm bảo an ninh trật tự hợp pháp; trong khi đó, nạn nhân thường phải đối mặt với tình trạng thiếu nguồn lực hỗ trợ hoặc vị thế xã hội để đứng ra đòi lại quyền lợi.

## Người thực hiện

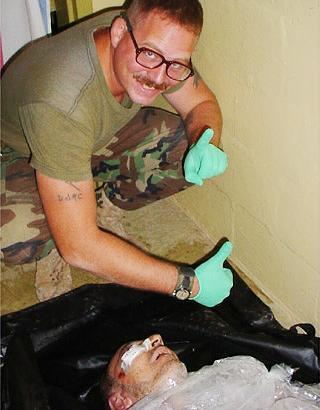
Quân cảnh Charles Graner đang tạo dáng bên cạnh thi thể Manadel al-Jamadi, một tù nhân bị nhân viên CIA đánh chết tại nhà tù Abu Ghraib

Các nghiên cứu có xu hướng tập trung vào nạn nhân tra tấn, nên thông tin về người thực hiện ít được biết đến. Nhiều người thực hiện coi tra tấn là hành động phục vụ cho các mục tiêu chính trị hoặc ý thức hệ, cái cớ biện minh cho việc sử dụng tra tấn là một phương tiện hợp pháp hóa để bảo vệ chính quyền. Nạn nhân tra tấn thường bị coi là mối đe dọa nghiêm trọng, và là kẻ thù của nhà nước. Các nghiên cứu về những người thực hiện tra tấn thiếu chứng cứ chứng minh giả định phổ biến rằng họ có vấn đề về tâm lý; nhiều thủ phạm tỏ ra miễn cưỡng trước việc sử dụng bạo lực và phải dựa vào các cơ chế đối phó, như lạm dụng rượu hoặc ma túy. Trong thẩm vấn, nếu người tra tấn tỏ ra thích thú khi làm tổn thương người khác sẽ bị xét xử vì hành vi trên, những người này thường bị coi là không chuyên nghiệp và bị đồng nghiệp xa lánh. Nhà tâm thần học PérPau ez-Sales phát hiện rằng, thủ phạm tra tấn được thúc đẩy bởi nhiều động cơ khác nhau, như cam kết về ý thức hệ, vị lợi cá nhân, sự phụ thuộc nhóm, né tránh trách nhiệm, hoặc giảm bớt cảm giác tội lỗi về những hành vi tra tấn trước đó.
Lệnh tra tấn thường được cho là bắt nguồn từ lệnh của chính phủ. Nhưng nhà xã hội học Jonathan Luke Austin cho rằng ủy quyền của chính phủ là điều kiện "cần, nhưng chưa đủ" để tra tấn xảy ra, mà còn phụ thuộc vào nhiều yếu tố khác. Trong một số trường hợp, sự kết hợp giữa tính cách và hoàn cảnh dẫn đến việc một cá nhân trở thành người tra tấn. Trong trường hợp tra tấn có hệ thống, người tra tấn trở nên "chai lì" sau khi tiếp xúc với bạo lực trong quá trình đào tạo. Theo Darius Rejali, mệnh lệnh mâu thuẫn với nhau, cấp trên bao che, kỷ luật kém hoặc môi trường làm việc có tính ganh đua là điều kiện tiên quyết của tra tấn trong môi trường nhà tù. Tình trạng này thường xảy ra trong các đơn vị cảnh sát chuyên trách, do tính chất bí mật và ít bị giám sát từ bên ngoài. Hầu hết những người tra tấn đều không được đào tạo bài bản.
Tra tấn có thể phản ánh sự bất cập trong hệ thống tư pháp hình sự, khi tình trạng thiếu nguồn lực tài chính; nền tư pháp thiếu tính độc lập hoặc tham nhũng làm ảnh hưởng đến quá trình điều tra và quyền được xét xử công bằng. Trong hoàn cảnh đó, những người không có khả năng trả tiền hối lộ thường dễ trở thành đối tượng bị tra tấn. Khi lực lượng cảnh sát đối mặt với tình trạng thiếu nhân sự hoặc không được đào tạo đầy đủ, thường có xu hướng áp dụng tra tấn như một biện pháp trong quá trình thẩm vấn. Tại một số nước, ví dụ như Kyrgyzstan, nghi phạm có nguy cơ cao bị tra tấn vào cuối tháng do áp lực hoàn thành chỉ tiêu công việc.
Vai trò và ảnh hưởng của bộ máy quan liêu đối với tra tấn chưa được nghiên cứu kỹ lưỡng, cũng như không được hiểu một cách rõ ràng. Các chuyên gia quân sự, tình báo, tâm lý, y tế và pháp lý đều là nhóm có khả năng cao trở thành đồng lõa với tra tấn. Phần thưởng khuyến khích có tác động thúc đẩy ủng hộ tra tấn ở cấp tổ chức hoặc cá nhân, và một số thủ phạm thực hiện có động cơ từ triển vọng thăng tiến trong sự nghiệp. Bộ máy quan liêu có thể làm lu mờ trách nhiệm đối với hành vi tra tấn, tạo điều kiện cho thủ phạm thoái thác hành động của họ. Bảo mật thông tin đóng vai trò then chốt trong việc duy trì chương trình tra tấn, việc này có thể được thực hiện theo nhiều cách khác nhau, như kiểm duyệt; phủ nhận; gắn mác tra tấn cho hành vi khác hoặc đưa hoạt động lạm dụng ra ngoài lãnh thổ. Ngoài việc phủ nhận, tra tấn còn được dung túng thông qua việc miễn trừ trách nhiệm cho thủ phạm, và gạt bỏ chuẩn mực đạo đức đối với nạn nhân. Sự ủng hộ của người dân về việc áp dụng các biện pháp cứng rắn đối với tội phạm làm gia tăng sử dụng tra tấn.
Việc truy tố trách nhiệm hình sự hành vi tra tấn hiếm khi xảy ra, và lời khai của nạn nhân trong đơn tố cáo thường bị coi là không đáng tin. Nghị định thư Istanbul là công cụ giúp giám định vết thương dựa trên bằng chứng khoa học, nhưng phần lớn các đợt kiểm tra thể chất đều không đưa ra kết luận rõ ràng. Tra tấn thường dẫn đến việc lời khai của nạn nhân không nhất quán, gây khó khăn cho việc xác nhận thông tin và truy cứu trách nhiệm hình sự đối với thủ phạm, đồng thời làm mất cơ hội được tị nạn ở nước ngoài.
Một khi chương trình tra tấn được khởi xướng, rất khó hoặc không thể ngăn chặn chúng lan rộng đến nhiều người khác và leo thang thành các biện pháp tàn bạo hơn, vượt xa dự định ban đầu của của những người có thẩm quyền. Việc kiểm soát tra tấn leo thang trong các hoạt động chống nổi dậy là thách thức đặc biệt khó khăn. Các phương thức tra tấn có thể được phổ biến từ quốc gia này sang quốc gia khác, chủ yếu thông qua các quân nhân từng tiếp xúc với tra tấn trong chiến tranh. Sau khi giải ngũ và được tuyển dụng vào lực lượng cảnh sát, họ áp dụng kinh nghiệm tra tấn vào thực thi pháp luật dân sự.

## Mục đích

### Trừng phạt

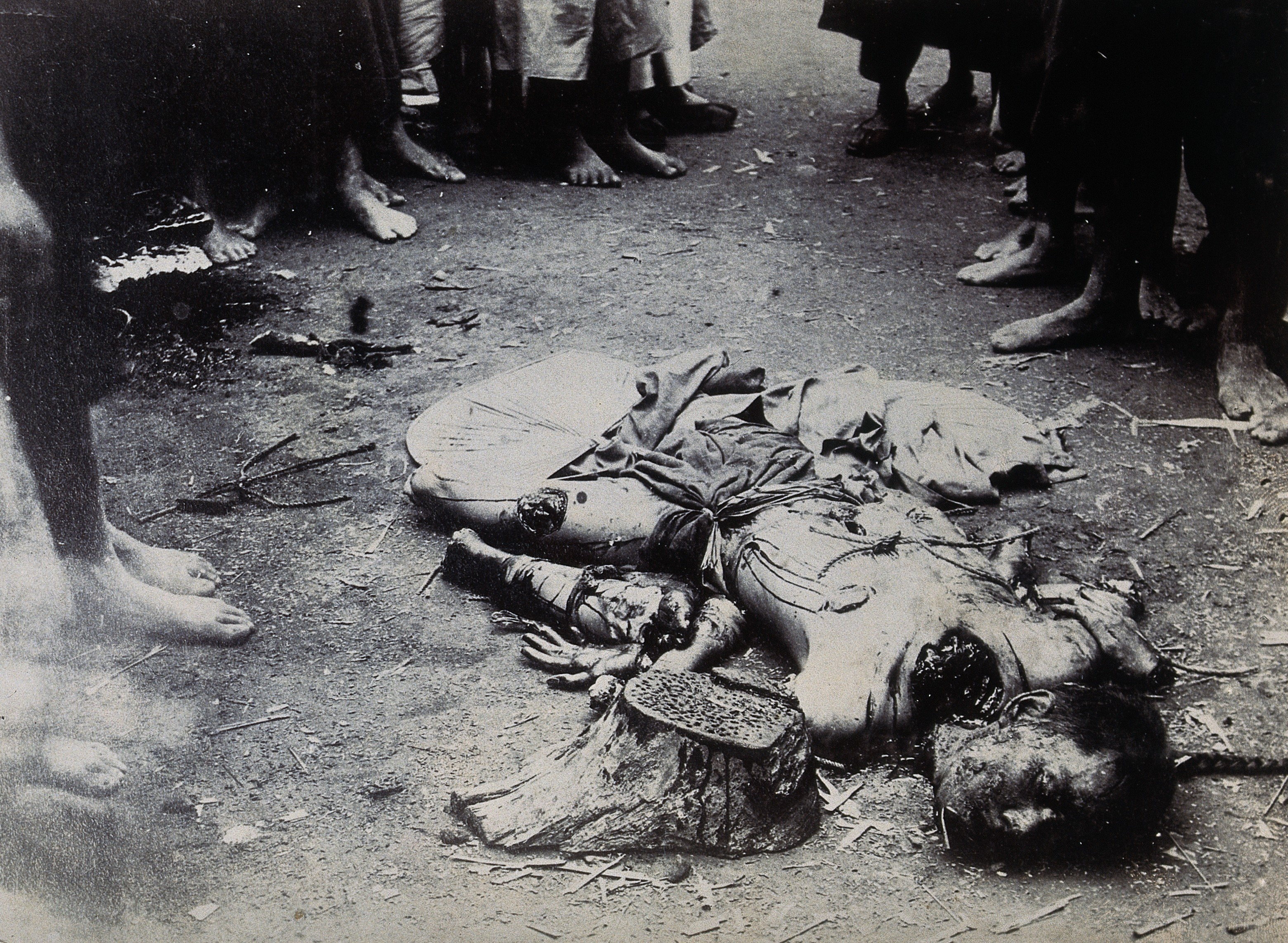
Một người đàn ông bị phanh thây trong phong trào Nghĩa Hòa Đoàn

Việc sử dụng tra tấn để trừng phạt xuất phát từ hệ thống tư pháp của người Hy Lạp cổ đại, hình thức trừng phạt này vẫn còn áp dụng vào thế kỷ 21. Có một thông lệ rằng, tại các nước có hệ thống tư pháp yếu kém hoặc nhà tù quá tải, cảnh sát sẽ bắt giữ và tra tấn nghi phạm, sau đó thả họ mà không đưa ra bất kỳ cáo buộc nào. Loại tra tấn này có thể xảy ra tại đồn cảnh sát, nhà nạn nhân hoặc nơi công cộng. Tại Nam Phi, đã ghi nhận các tình huống cảnh sát chuyển giao nghi phạm cho nhóm "công lý ngoài vòng pháp luật" để thực thi tra tấn. Loại hình bạo lực bất hợp pháp này thường được thực hiện công khai nhằm mục đích răn đe và có xu hướng nhắm vào nhóm thiểu số hoặc nhóm các đối tượng bị lề hóa. Loại hình này có thể nhận được sự ủng hộ rộng rãi từ công chúng, đặc biệt là trong những quốc gia mà hệ thống tư pháp chính thức không có được lòng tin từ người dân.
Việc coi luật trừng phạt thân thể trong hệ thống tư pháp là một hình thức tra tấn đang gây tranh cãi trên phạm vi quốc tế, mặc dù hành động này bị trực tiếp cấm theo Công ước Genève. Một số nhà nghiên cứu lập luận rằng, về bản chất, án tử hình là một hình thức tra tấn nhằm mục đích trừng phạt. Việc hành quyết một người có thể diễn ra theo nhiều cách tàn bạo, như ném đá, thiêu sống hoặc phanh thây. Tác động tâm lý của án tử hình đôi khi được coi là một hình thức tra tấn tâm lý. Một số người cho rằng, không nên coi trừng phạt thân thể với một mức độ cố định là tra tấn, vì hành động này không nhằm mục đích phá vỡ tinh thần hay ý chí của nạn nhân.

### Răn đe từ giới cầm quyền
Không chỉ riêng nạn nhân, tra tấn còn có thể gây áp lực tâm lý đến cộng đồng, nhằm răn đe đối thủ chính trị và phần tử chống đối chính quyền. Tại Hoa Kỳ, tra tấn được dùng để ngăn nô lệ bỏ trốn hoặc nổi loạn. Có người ủng hộ việc sử dụng tra tấn trong quá trình tố tụng trước khi phương pháp này bị loại bỏ, với lập luận rằng phương pháp này có thể giúp ngăn ngừa tội phạm. Ngược lại, nhóm cải cách cho rằng tra tấn thường được tiến hành trong bí mật, do đó không có tác dụng răn đe với xã hội. Vào thế kỷ 20, Khmer Đỏ và những chính quyền chống cộng tại Mỹ Latinh là ví dụ đặc trưng cho hành vi này, họ tra tấn và hành quyết nạn nhân trong quá trình cưỡng bức mất tích. Hệ thống chính trị yếu kém về nhiều mặt có xu hướng sử dụng tra tấn làm công cụ duy trì quyền lực. Vì khả năng xác định "mối đe dọa chính trị" không mấy hiệu quả, các quốc gia độc tài thường sử dụng tra tấn bừa bãi. Nhiều nhóm du kích nổi loạn không đủ cơ sở vật chất cần thiết (chẳng hạn như nhà tù), nên họ sử dụng tử hình thay vì tra tấn để gieo rắc nỗi kinh hoàng. Các nghiên cứu phát hiện rằng hành vi tra tấn từ chính quyền có thể kéo dài sự tồn tại của các tổ chức khủng bố, tạo động lực cho các nhóm nổi loạn sử dụng bạo lực, làm phe đối lập cực đoan hóa. Một hình thức khác của việc tra tấn răn đe là sử dụng bạo lực lên người tị nạn di cư tại biên giới Croatia và Bosna, vụ việc được báo cáo trong bối cảnh ngăn chặn làn sóng di cư tại biên giới ngoại vi Liên minh châu Âu.

### Thu thập lời khai
Xuyên suốt lịch sử, tra tấn được sử dụng để thu thập lời khai từ tù nhân. Năm 1764, nhà cải cách người Ý Cesare Beccaria coi tra tấn "chắc chắn là phương thức để tha bổng những tên lưu manh, trong khi đó lại kết án những người vô tội không có khả năng tự vệ". Từ nhiều thế kỉ trước, nhà triết học Aristoteles đã đặt nghi vấn về tính hiệu quả của việc tra tấn. Tra tấn vẫn được sử dụng để buộc nghi phạm nhận tội, bất chấp việc nhiều nước nghiêm cấm sử dụng tra tấn trong hệ thống tư pháp, đặc biệt ở bối cảnh "trọng cung" trong tố tụng hình sự. Luật pháp cho phép kéo dài thời gian tạm giam chuẩn bị xét xử tạo điều kiện thuận lợi cho việc sử dụng tra tấn nhằm buộc nghi phạm nhận tội. Nghiên cứu cho thấy thẩm vấn cưỡng chế có thể hiệu quả hơn phỏng vấn nhận thức trong việc lấy lời thú tội, mặt khác tỉ lệ nhận phải lời thú tội giả (sai) lại tăng. Nạn nhân bị tra tấn thường khai những gì mà người thẩm vấn muốn nghe. Tuy nhiên, cũng có những người có tội nhưng vẫn kiên quyết không nhận tội, đặc biệt khi họ lo ngại rằng việc nhận tội chỉ khiến cho họ chịu hình phạt nặng hơn. Để giảm thiểu nguy cơ nhận tội sai sau khi bị tra tấn, hệ thống tư pháp thời Trung Cổ thường yêu cầu người nhận tội nêu những thông tin có thể kiểm chứng được về vụ án, và chỉ cho phép sử dụng tra tấn nếu có bằng chứng chống lại bị cáo. Tại một số nước, đặc biệt là những quốc gia hậu cách mạng, các đối thủ chính trị bị tra tấn và ép phải thừa nhận sai lầm khi chống lại chính quyền, nhằm phục vụ mục đích tuyên truyền của nhà nước.

### Thẩm vấn

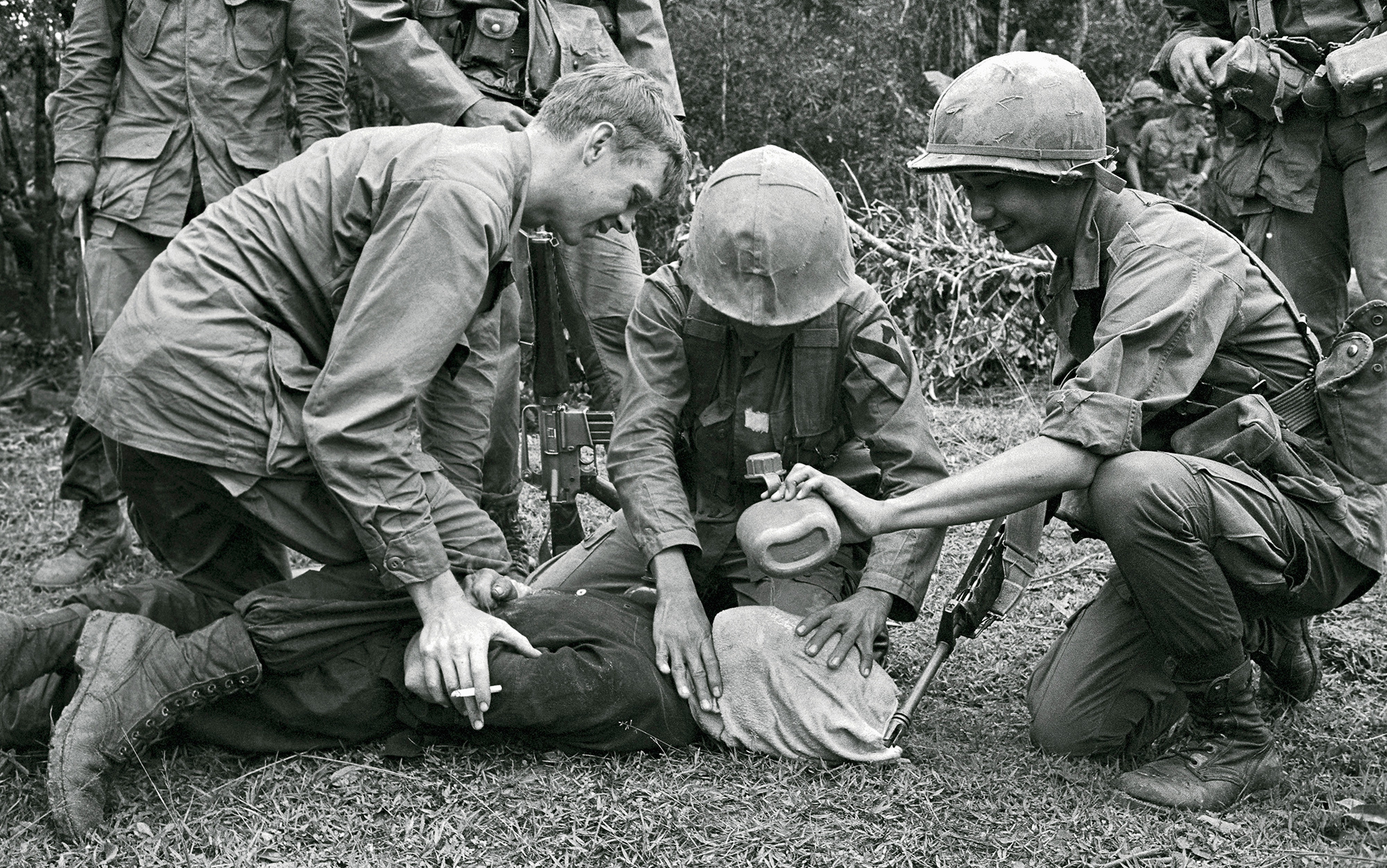
Tù binh "bất hợp tác" bị trấn nước, tháng 1 năm 1968, trong chiến dịch Wheeler Wallowa

Việc dùng tra tấn để thẩm vấn thông tin chỉ chiếm một phần nhỏ, sử dụng để lấy lời khai hoặc đe dọa thì lại phổ biến hơn. Loại hình tra tấn này từng được sử dụng trong chiến tranh quy ước, việc này càng phổ biến hơn trong bối cảnh nội chiến hoặc tác chiến phi đối xứng. Tình huống kịch bản bom hẹn giờ cực kỳ hiếm gặp, nếu không muốn nói là bất khả thi, nhưng lại thường được dùng làm cái cớ biện minh cho việc sử dụng tra tấn trong thẩm vấn. Quan điểm sai lầm về tra tấn là một phương pháp thẩm vấn hiệu quả được củng cố bởi những miêu tả hư cấu, từ đó tạo cơ sở cho việc sử dụng tra tấn. Vì lí do về mặt đạo đức và thực tiễn, việc tiến hành thí nghiệm để so sánh tra tấn với các phương pháp thẩm vấn khác là bất khả thi, hầu hết các học giả trong lĩnh vực tra tấn luôn tỏ ra nghi ngờ về khả năng thu thập thông tin chính xác từ phương pháp này, mặc dù có trường hợp tra tấn mang lại thông tin có giá trị. Đôi khi loại tra tấn này bị chuyển thành tra tấn ép cung hoặc chỉ để làm trò tiêu khiển, một số người tra tấn không phân biệt được giữa thẩm vấn và ép cung.

## Phương thức

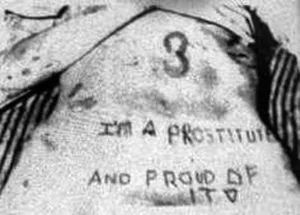
Dòng chữ được xăm trên thi thể của Sylvia Marie Likens: "Tôi tự hào mình là một con điếm". Một ví dụ điển hình về hạ nhục

Mặc dù có nhiều kỹ thuật tra tấn khác nhau, nhưng chỉ có số ít kỹ thuật gây đau đớn mà vẫn giữ nạn nhân sống sót. Theo lời kể của những người sống sót, phương pháp tra tấn cụ thể không đóng vai trò quan trọng. Hầu hết các hình thức tra tấn đều kết hợp yếu tố tâm lý và thể lý, và một người thường bị tra tấn bằng nhiều phương pháp khác nhau cùng một lúc. Phương thức tra tấn phổ biến ở mỗi quốc gia là khác nhau. Các phương thức thủ công thường được sử dụng nhiều hơn so với các phương thức công nghệ cao, các nỗ lực nhằm phát triển công nghệ tra tấn được kiểm chứng khoa học đều không thành công. Lệnh cấm tra tấn đã thúc đẩy việc sử dụng các phương thức không để lại dấu vết, nhằm che giấu hành vi tra tấn và tước đi quyền được pháp luật bảo hộ của nạn nhân. Vào đầu thế kỷ 20, trước sự tăng cường áp lực và giám sát, các quốc gia dân chủ đã tiên phong trong việc phát triển các phương pháp tra tấn "không để lại dấu vết", loại hình này bắt đầu phổ biến rộng rãi trên toàn thế giới vào những năm 1960. Hình thức tra tấn có thể thay đổi tùy thuộc vào giới hạn thời gian mà người tra tấn có, ví dụ như do các hạn chế pháp lý về tạm giam trước khi xét xử.
Theo thống kê số liệu từ 62,4% người sống sót sau tra tấn của tạp chí JAMA Network Open, đánh đập và gây chấn thương bằng lực cùn là hình thức tra tấn vật lý phổ biến nhất.. Hành vi tra tấn có thể không theo quy trình cụ thể mà tập trung vào một bộ phận trên người. Như đánh mạnh vào lòng bàn chân, đánh liên tục vào cả hai tai, hoặc gây tổn thương đầu bằng cách rung lắc mạnh. Nạn nhân thường bị tra tấn bằng cách dốc ngược đầu, điếu hình kết hợp với đánh đập, bị đâm, nhổ móng và cắt cụt chi. Gây bỏng là hình thức phổ biến, chủ yếu là bỏng thuốc lá, các phương tiện khác gây bỏng khác bao gồm kim loại và chất lỏng nhiệt độ cao, ánh sáng mặt trời và acid. Phương thức sốc điện được ưu tiên vì tránh để lại dấu vết. Phương thức gây ngạt (như trấn nước) được thực hiện cách cắt đứt nguồn cung không khí. Ép nạn nhân ăn uống, tiêm chích và tiếp xúc với hóa chất cũng là hình thức tra tấn.
Tra tấn tâm lý là một hình thức tra tấn sử dụng các phương thức tác động đến tinh thần của nạn nhân, bao gồm cả việc ép buộc họ thực hiện hành vi nhất định hoặc tấn công thể xác nhằm mục đích gây tổn thương tinh thần. Dọa giết, hành quyết giả hoặc buộc phải chứng kiến cảnh người khác bị tra tấn thường được báo cáo là có tác động tâm lý tiêu cực hơn so với tra tấn thể xác. Những phương thức này này có thể để lại những di chứng lâu dài cho nạn nhân. Các phương thức bao gồm không cho ăn uống; ngủ, tù biệt giam, điều kiện sống chật chội hoặc cô lập giác quan, tiếp xúc với ánh sáng hoặc âm thanh trong điều kiện cực đoan, hạ nhục (có thể dựa theo đặc điểm tôn giáo, xu hướng tính dục và bản sắc dân tộc) và sử dụng động vật như chó để hù dọa hoặc gây thương tích cho tù nhân. Tra tấn bằng tư thế là phương thức khóa nạn nhân ở một tư thế gây khó chịu trong nhiều giờ, làm trọng lượng cơ thể dồn lên vài nhóm cơ nhất định. Phương thức này gây đau đớn nhưng không để lại dấu vết, như bắt nạn nhân đứng thẳng hoặc ngồi xổm trong thời gian dài. Hiếp dâm và tấn công tình dục là hình thức tra tấn gây tổn thương tinh thần lâu dài cho nạn nhân. Trong một số nền văn hóa, hành vi này còn tác động tiêu cực đến danh dự của gia đình và cộng đồng xung quanh nạn nhân. Trong các phương pháp tiếp cận khác nhau, sự khác biệt về nền văn hóa và cá nhân ảnh hưởng đến cách suy nghĩ, cảm nhận và cư xử của nạn nhân đối với tra tấn.

## Tác động

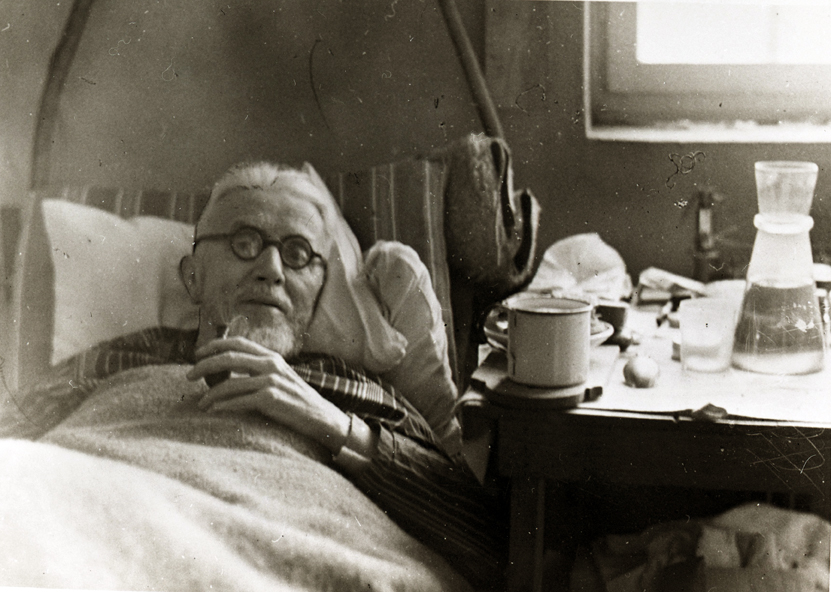
Nhà kháng chiến Na Uy Lauritz Sand đang dưỡng thương sau khi được giải cứu khỏi Gestapo, tháng 5 năm 1945

Tra tấn là một trong những trải nghiệm tàn khốc nhất mà một người có thể trải qua, nhằm đập tan ý chí, nhân cách và quyền tự chủ của họ. Jean Améry – một nạn nhân sau tra tấn đã viết trong cuốn sách của mình rằng "Nếu một người nào đó từng bị tra tấn, vết thương [lòng] sẽ ám ảnh nạn nhân suốt đời. Niềm tin của người đó vào thế giới này sẽ suy sụp hoàn toàn, niềm tin này không bao giờ có thể khôi phục được". Nhiều nạn nhân sau này đã tự sát. Các nạn nhân sống sót thường phải đối mặt với các vấn đề xã hội và khó khăn tài chính. Một số yếu tố phổ biến làm ảnh hưởng đến phúc lợi của nạn nhân như: nơi cư trú không được đảm bảo, chia cắt gia đình, gặp khó khăn trong việc xin tị nạn tại quốc gia an toàn. Phần lớn các nghiên cứu về các nạn nhân sống sót đều tập trung vào nhóm người đang xin tị nạn hoặc đang là nguời tị nạn tại các quốc gia phương Tây.
Các trường hợp tra tấn dẫn đến tử vong không phải là hiếm. Mối liên hệ giữa phương pháp tra tấn và ảnh hưởng đến sức khỏe của nạn nhân vẫn chưa được làm rõ. Tra tấn có thể gây ra nhiều hậu quả nặng nề, bao gồm tổn thương thần kinh ngoại vi, làm hỏng cấu trúc răng, tiêu cơ vân do tổn thương cơ bắp nghiêm trọng,  chấn thương sọ não, nhiễm trùng lây truyền qua đường tình dục và mang thai ngoài ý muốn. Các vấn đề như đau mãn tính và triệu chứng liên quan đến đau đớn thường được ghi nhận, nhưng thông tin về phương pháp điều trị cho tình trạng này vẫn còn rất hạn chế. Về mặt tâm lý, nạn nhân thường mắc chứng rối loạn sau sang chấn (PTSD), lo âu, trầm cảm và rối loạn giấc ngủ. Trung bình 40% nạn nhân bị tra tấn trong thời gian dài mắc chứng PTSD, chiếm tỷ lệ cao nhất so với tất cả loại bệnh tâm thần khác. Vì tra tấn có thể là một hình thức của bạo lực chính trị, không phải tất cả nạn nhân sống sót hoặc chuyên gia phục hồi y tế đều tán thành việc sử dụng các phương pháp chẩn đoán y học để xác định tình trạng của nạn nhân trải qua tra tấn, và đa số nạn nhân sống sót vẫn có khả năng phục hồi tâm lý một cách tích cực.
Nạn nhân và những người xung quanh cần được hỗ trợ lâu dài ở nhiều mặt, như vật chất, y tế, tâm lý và xã hội. Phần lớn nạn nhân sống sót không tự chia sẻ trải nghiệm của mình trừ khi được nhân viên chăm sóc y tế hỏi thăm. Và khuyến nghị rằng những câu hỏi như vậy nên trở thành một phần trong tiêu chuẩn chăm sóc cho người tị nạn và buộc phải di dời. Nghiên cứu cho thấy phương pháp trị liệu tâm lý giúp làm giảm triệu chứng PTSD, nhưng khả năng duy trì không được đảm bảo. Phương pháp này không cải thiện đáng kể chất lượng đời sống của nạn nhân, thậm chí có phần xấu đi vào cuối thời gian điều trị. Hầu hết các nghiên cứu có xu hướng tập trung hẹp vào các triệu chứng PTSD, và thiếu hụt nghiên cứu về các phương pháp điều trị tích hợp tập trung vào bệnh nhân.
Dù những nghiên cứu về ảnh hưởng tâm lý đối với những người thực hiện tra tấn còn hạn chế, nhưng họ có thể gặp phải chấn thương tâm lý hoặc đối mặt với các triệu chứng tổn thương về mặt đạo đức, tương tự như những gì nạn nhân phải trải qua, đặc biệt khi họ cảm thấy tội lỗi về hành động của mình. Tra tấn làm gia tăng các yếu tố tiêu cực trong cộng đồng. Trong điều tra, người thực hiện tra tấn có thể dần quên mất những kỹ năng điều tra quan trọng, do lựa chọn tra tấn như một phương pháp đơn giản để đạt được kết quả nhanh chóng, so với quy trình điều tra tiêu tốn nhiều thời gian và công sức của cảnh sát. Điều này không những làm giảm chất lượng của công tác điều tra mà còn thúc đẩy việc lạm dụng tra tấn. Sự phê phán của công chúng đối với tra tấn có thể gây tổn hại đến uy tín quốc tế của các quốc gia sử dụng chúng, củng cố mạnh mẽ cho phong trào phản đối bạo lực, cực đoan hóa, đồng thời khuyến khích phe đối lập tiếp tục sử dụng tra tấn như một hình thức để đáp trả.

## Quan điểm
Các nghiên cứu cho thấy, phần lớn người dân trên thế giới đều phản đối việc sử dụng tra tấn. Một số người có quan điểm phản đối gay gắt về vấn đề này; số còn lại cho rằng việc chấp nhận tra tấn còn phụ thuộc vào nạn nhân. Quan điểm ủng hộ tra tấn (trong một số trường hợp nhất định) bắt nguồn từ niềm tin rằng hành vi này giúp giải quyết các tình huống khẩn cấp, chẳng hạn như kịch bản bom hẹn giờ. Phụ nữ có xu hướng phản đối tra tấn cao hơn nam giới. Tỉ lệ phản đối tra tấn của người vô thần cao hơn so với người hữu thần, tuy nhiên, những người hữu thần có tính tôn giáo sâu sắc thường có xu hướng phản đối tra tấn mạnh mẽ hơn. Chủ nghĩa chuyên chế cánh hữu, định hướng thống trị xã hội và chủ nghĩa trừng phạt có mối liên hệ chặt chẽ với việc ủng hộ tra tấn; các quốc gia áp dụng các giá trị dân chủ (như tự do và bình đẳng) hiếm khi ủng hộ hành vi này. Tỷ lệ ủng hộ tra tấn tại các nước có thu nhập bình quân đầu người thấp và mức độ đàn áp chính trị cao thường có xu hướng mạnh mẽ hơn so với mức ủng hộ trung bình tại các nước khác. Sức ảnh hưởng của dư luận có vai trò quan trọng trong việc kiềm chế hay thúc đẩy các quốc gia sử dụng tra tấn.

## Nghiêm cấm

Bản đồ mô tả các nước tham gia Công ước Chống tra tấn:
Ký và thông qua
Ký nhưng chưa thông qua
Không ký cũng không thông qua

Việc xem tra tấn là hành vi man rợ và lạc hậu bắt nguồn từ những cuộc thảo luận xung quanh vấn đề bãi bỏ hành vi này. Vào cuối thế kỷ 19, nhiều quốc gia sử dụng tra tấn bị quốc tế lên án. Một số quốc gia lấy lí do cấm tra tấn làm cái cớ biện minh cho việc "khai sáng thuộc địa", trên thực tế, chính những quốc gia thực dân vẫn sử dụng tra tấn dù họ công khai lên án. Vào thế kỷ 20, châu Âu thường tự cho mình là "văn minh hơn" so với những nền văn hóa khác, nhưng việc Đức Quốc Xã và Liên Xô sử dụng tra tấn khiến hình tượng này bị lung lay, khiến sự phẫn nộ lan rộng trên toàn cầu. Những tội ác của Đức Quốc Xã trong chiến tranh thế giới thứ hai khiến Liên Hợp Quốc ban hành Tuyên ngôn Quốc tế Nhân quyền, tuyên ngôn này cấm triệt tra tấn dưới bất kỳ hoàn cảnh nào (lấp đầy những lỗ hổng của Công ước Genève và Den Haag). Tất cả triết lí đạo đức cơ bản thường phê phán hành vi tra tấn (bao gồm đạo nghĩa luận, hệ quả luận và đức hạnh luận). Một số triết gia đương thời cho rằng tra tấn không bao giờ được chấp nhận về mặt đạo đức; số khác lại cho rằng nên có những trường hợp ngoại lệ.
Hành vi tra tấn thúc đẩy sự ra đời của các phong trào nhân quyền. Sự kiện chính quyền Hy Lạp xâm phạm nhân quyền khiến Ủy ban Nhân quyền châu Âu lần đầu đưa ra phán quyết xác định một quốc gia sử dụng tra tấn có hệ thống vào năm 1969. Năm 1984, Công ước Liên Hợp Quốc về Phòng chống tra tấn (CAT) được thông qua sau khi tổ chức Ân xá Quốc tế phát động chiến dịch chống tra tấn trên toàn cầu vào đầu thập niên 1970. Những hành vi tra tấn từ nhà nước có thể bị ngăn chặn nếu vấp phải sự phản đối từ các tổ chức xã hội dân sự. Hiện tra tấn vẫn là vấn đề trọng tâm của phong trào nhân quyền thế kỷ 21.
Lệnh cấm tra tấn được coi là quy phạm tối cao (jus cogens) của luật pháp quốc tế, ràng buộc mọi quốc gia phải tuân theo quy tắc này trong mọi hoàn cảnh. Phần lớn các nhà luật học ủng hộ việc cấm triệt tra tấn dựa trên cơ sở vi phạm phẩm giá con người. Công ước Chống tra tấn và Nghị định thư không bắt buộc (OPCAT) tập trung vào việc phòng ngừa tra tấn, không đảm nhận việc cấm vì Công ước Quốc tế về Quyền Dân sự và Chính trị phụ trách việc này. Công ước quy định tra tấn là tội phạm và phải xử lý theo pháp luật, bất kỳ bằng chứng nào thu thập được thông qua tra tấn đều bị bác bỏ trong quá trình tố tụng, đồng thời cấm trục xuất một cá nhân đến quốc gia khác nếu họ có nguy cơ bị tra tấn tại đó. Dù bị cấm theo pháp luật, một số thẩm phán vẫn chấp nhận bằng chứng từ việc tra tấn hoặc ngược đãi. Một nghiên cứu vào năm 2009 cho thấy 42% quốc gia thành viên tham gia Công ước vẫn áp dụng tra tấn có hệ thống.
Tra tấn bị cấm lần đầu tiên bởi Bộ luật Lieber năm 1863. Tại phiên tòa Nürnberg, tra tấn bị coi là tội ác chống lại loài người, Công ước Genève năm 1949 và Quy chế Roma năm 1998 (văn kiện lập nên Tòa án Hình sự Quốc tế) coi tra tấn là tội ác chiến tranh. Theo điều khoản của Quy chế Roma, tra tấn có thể bị cấu thành tội ác chống lại loài người, nếu hành vi này là một phần của cuộc tấn công nhắm vào thường dân. Năm 1987, Israel trở thành quốc gia duy nhất trên thế giới hợp pháp hóa hành vi tra tấn.

## Phòng chống
Phòng chống tra tấn là một vấn đề phức tạp do hai yếu tố chính: thiếu hiểu biết về nguyên nhân gốc rễ và thực thi các biện pháp phòng ngừa. Nạn nhân thường bị tra tấn trong môi trường giam giữ biệt lập. Tra tấn thường xảy ra nhất ngay sau khi bị bắt giữ, nên yêu cầu gặp mặt luật sư hoặc thông báo cho người thân [ngay sau nhập trại] là biện pháp bảo vệ tố tụng hiệu quả nhất. Các chuyến thăm viếng của các cơ quan giám sát độc lập đến cơ sở giam giữ giúp giảm thiểu hành vi tra tấn trong trại giam. Những thay đổi pháp lý mà không áp dụng được vào thực tiễn thì không có nhiều tác dụng trong việc ngăn chặn hành vi, đặc biệt ở những nơi pháp lý không có tính chính danh hoặc thường xuyên bị phớt lờ.
Về mặt xã hội, tra tấn tồn tại như một tiểu văn hóa, gây trở ngại cho các nỗ lực phòng chống vì người thực hiện có thể lợi dụng lỗ hổng pháp luật để tránh bị truy cứu trách nhiệm hình sự. Biện pháp phòng chống có khả năng bị vô hiệu hóa vì hành vi đánh đập trong quá trình bắt giữ và điều chuyển phạm nhân. Việc nâng cao "kỹ năng điều tra thân thiện" cho cảnh sát, đã cho thấy giảm thiểu đáng kể tra tấn so với đào tạo nhận thức về nhân quyền. Tương tự, cải cách thể chế trong các đơn vị cảnh sát đã mang lại hiệu quả tích cực khi tình trạng lạm dụng quyền lực trở nên có hệ thống. Nhà khoa học chính trị Darius Rejali đã chỉ trích các nghiên cứu phòng chống tra tấn vì không tìm ra được "cách xử lý trước trường hợp nhiều người có hành vi tàn bạo; thể chế sụp đổ, thiếu nhân lực và tham nhũng; cũng như bạo lực hàng loạt đã trở thành thói quen thường ngày".

### Sách
- Améry, Jean (1986). At the Mind's Limits (bằng tiếng Anh). Sidney; Rosenfeld, Stella P. biên dịch. Schocken Books. ISBN 0-8052-0984-0.
- Rejali, Darius (2009). Torture and Democracy (bằng tiếng Anh). Princeton University Press. ISBN 978-1-4008-3087-9.
- Wisnewski, J. Jeremy (2010). Understanding Torture (bằng tiếng Anh). Edinburgh University Press. ISBN 978-0-7486-8672-8.
- Hajjar, Lisa (2013). Torture: A Sociology of Violence and Human Rights (bằng tiếng Anh). Routledge. ISBN 978-0-415-51806-2.
- Carver, Richard; Handley, Lisa (2016). Does Torture Prevention Work? (bằng tiếng Anh). Liverpool University Press. ISBN 978-1-78138-868-6.
- Pérez-Sales, Pau (2016). Psychological Torture: Definition, Evaluation and Measurement (bằng tiếng Anh). Taylor & Francis. ISBN 978-1-317-20647-7.
- Barnes, Jamal (2017). A Genealogy of the Torture Taboo (bằng tiếng Anh). Routledge. ISBN 978-1-351-97773-9.
- Celermajer, Danielle (2018). The Prevention of Torture: An Ecological Approach (bằng tiếng Anh). Cambridge University Press. ISBN 978-1-108-63389-5.
- Collard, Melanie (2018). Torture as State Crime: A Criminological Analysis of the Transnational Institutional Torturer (bằng tiếng Anh). Routledge. ISBN 978-1-315-45611-9.
- Young, Joseph K.; Kearns, Erin M. (2020). Tortured Logic: Why Some Americans Support the Use of Torture in Counterterrorism (bằng tiếng Anh). Columbia University Press. ISBN 978-0-231-54809-0.

### Chương sách
- Frahm, Eckart (2006). "Images of Assyria in 19th and 20th Century Scholarship". Orientalism, Assyriology and the Bible (bằng tiếng Anh). Sheffield Phoenix Press. tr. 74–94. ISBN 978-1-905048-37-3.
- Nowak, Manfred (2014). "Torture and Other Cruel, Inhuman, or Degrading Treatment or Punishment". The Oxford Handbook of International Law in Armed Conflict (bằng tiếng Anh). Oxford University Press. tr. 387–409. ISBN 978-0-19-163269-3.
- Shue, Henry (2015). "Torture". The Routledge Handbook of Global Ethics (bằng tiếng Anh). Routledge. tr. 113–126. ISBN 978-1-315-74452-0.
- Wolfendale, Jessica (2019). "The Making of a Torturer". The Routledge International Handbook of Perpetrator Studies (bằng tiếng Anh). Routledge. tr. 84–94. ISBN 978-1-315-10288-7.
- Beam, Sara (2020). "Violence and Justice in Europe: Punishment, Torture and Execution". The Cambridge World History of Violence: Volume 3: AD 1500–AD 1800 (bằng tiếng Anh). Cambridge University Press. tr. 389–407. ISBN 978-1-107-11911-6.
- Evans, Rebecca (2020). "The Ethics of Torture: Definitions, History, and Institutions". Oxford Research Encyclopedia of International Studies (bằng tiếng Anh). Oxford University Press. doi:10.1093/acrefore/9780190846626.013.326. ISBN 978-0-19-084662-6. Bản gốc lưu trữ ngày 2 tháng 10 năm 2023. Truy cập ngày 13 tháng 4 năm 2024.
- Kelly, Tobias; Jensen, Steffen; Andersen, Morten Koch (2020). "Fragility, states and torture". Research Handbook on Torture: Legal and Medical Perspectives on Prohibition and Prevention (bằng tiếng Anh). Edward Elgar Publishing. tr. 63–79. ISBN 978-1-78811-396-0.
- Pérez-Sales, Pau (2020). "Psychological torture". Research Handbook on Torture: Legal and Medical Perspectives on Prohibition and Prevention (bằng tiếng Anh). Edward Elgar Publishing. tr. 432–454. ISBN 978-1-78811-396-0.
- Quiroga, José; Modvig, Jens (2020). "Torture methods and their health impact". Research Handbook on Torture: Legal and Medical Perspectives on Prohibition and Prevention (bằng tiếng Anh). Edward Elgar Publishing. tr. 410–431. ISBN 978-1-78811-396-0.
- Rejali, Darius (2020). "The Field of Torture Today: Ten Years On from Torture and Democracy". Interrogation and Torture: Integrating Efficacy with Law and Morality (bằng tiếng Anh). Oxford University Press. tr. 71–106. ISBN 978-0-19-009752-3.
- Saul, Ben; Flanagan, Mary (2020). "Torture and counter-terrorism". Research Handbook on International Law and Terrorism (bằng tiếng Anh). Edward Elgar Publishing. tr. 354–370. ISBN 978-1-78897-222-2.
- Thomson, Mark; Bernath, Barbara (2020). "Preventing Torture: What Works?". Interrogation and Torture: Integrating Efficacy with Law and Morality (bằng tiếng Anh). Oxford University Press. tr. 471–492. ISBN 978-0-19-009752-3.
- Austin, Jonathan Luke (2022). "Why Perpetrators Matter". Contesting Torture: Interdisciplinary Perspectives (bằng tiếng Anh). Taylor & Francis. tr. 19–37. ISBN 978-1-000-72592-6.

### Tạp chí
- Bourgon, Jérôme (2003). "Abolishing 'Cruel Punishments': A Reappraisal of the Chinese Roots and Long-term Efficiency of the Xinzheng Legal Reforms". Modern Asian Studies (bằng tiếng Anh). Quyển 37 số 4. tr. 851–862. doi:10.1017/S0026749X03004050.
- Blakeley, Ruth (2007). "Why torture?" (PDF). Review of International Studies (bằng tiếng Anh). Quyển 33 số 3. tr. 373–394. doi:10.1017/S0260210507007565. Bản gốc (PDF) lưu trữ ngày 25 tháng 12 năm 2023. Truy cập ngày 13 tháng 4 năm 2024.
- Einolf, Christopher J. (2007). "The Fall and Rise of Torture: A Comparative and Historical Analysis". Sociological Theory (bằng tiếng Anh). Quyển 25 số 2. tr. 101–121. doi:10.1111/j.1467-9558.2007.00300.x. Bản gốc lưu trữ ngày 19 tháng 10 năm 2023. Truy cập ngày 13 tháng 4 năm 2024.
- Huggins, Martha K. (2012). "State Torture: Interviewing Perpetrators, Discovering Facilitators, Theorizing Cross-Nationally - Proposing "Torture 101"". State Crime Journal (bằng tiếng Anh). Quyển 1 số 1. tr. 45–69. ISSN 2046-6056. JSTOR 41917770. Bản gốc lưu trữ ngày 13 tháng 4 năm 2024. Truy cập ngày 13 tháng 4 năm 2024.
- Houck, Shannon C.; Repke, Meredith A. (2017). "When and why we torture: A review of psychology research". Translational Issues in Psychological Science (bằng tiếng Anh). Quyển 3 số 3. tr. 272–283. doi:10.1037/tps0000120.
- Jensena, Steffen; Kelly, Tobias; Andersen, Morten Koch; Christiansen, Catrine; Sharma, Jeevan Raj (2017). "Torture and Ill-Treatment Under Perceived: Human Rights Documentation and the Poor". Human Rights Quarterly (bằng tiếng Anh). Quyển 39 số 2. tr. 393–415. doi:10.1353/hrq.2017.0023. hdl:20.500.11820/f7a9a490-1825-42ab-802e-3b3825c72bb8. ISSN 1085-794X. Bản gốc lưu trữ ngày 27 tháng 3 năm 2023. Truy cập ngày 13 tháng 4 năm 2024.
- Bessler, John D. (2018). "The Abolitionist Movement Comes of Age: From Capital Punishment as Lawful Sanction to a Peremptory, International Law Norm Barring Executions". Montana Law Review (bằng tiếng Anh). Quyển 79. tr. 7–48. ISSN 0026-9972. Bản gốc lưu trữ ngày 13 tháng 4 năm 2024. Truy cập ngày 13 tháng 4 năm 2024.
- Meyer, Christian; Lohr, Christian; Gronenborn, Detlef; Alt, Kurt W. (2015). "The massacre mass grave of Schöneck-Kilianstädten reveals new insights into collective violence in Early Neolithic Central Europe". Proceedings of the National Academy of Sciences (bằng tiếng Anh). Quyển 112 số 36. tr. 11217–11222. Bibcode:2015PNAS..11211217M. doi:10.1073/pnas.1504365112. PMC 4568710. PMID 26283359. Bản gốc lưu trữ ngày 20 tháng 11 năm 2023. Truy cập ngày 13 tháng 4 năm 2024.
- Hamid, Aseel; Patel, Nimisha; Williams, Amanda C. de C. (2019). "Psychological, social, and welfare interventions for torture survivors: A systematic review and meta-analysis of randomised controlled trials". PLOS Medicine (bằng tiếng Anh). Quyển 16 số 9. tr. e1002919. doi:10.1371/journal.pmed.1002919. PMC 6759153. PMID 31550249. Bản gốc lưu trữ ngày 13 tháng 4 năm 2024. Truy cập ngày 13 tháng 4 năm 2024.
- Nguyễn Hải Yến (2019). "Một số vấn đề lý luận về tra tấn". Tạp chí Pháp luật và Thực tiễn. Quyển 38. Trường Đại học Luật, Đại học Huế. tr. 122–131. ISSN 2525-2666. Bản gốc lưu trữ ngày 9 tháng 4 năm 2024. Truy cập ngày 9 tháng 4 năm 2024.
- Guarch-Rubio, Marta; Byrne, Steven; Manzanero, Antonio L. (2020). "Violence and torture against migrants and refugees attempting to reach the European Union through Western Balkans". Torture (bằng tiếng Anh). Quyển 30 số 3. tr. 67–83. doi:10.7146/torture.v30i3.120232. ISSN 1997-3322.
- Hassner, Ron E. (2020). "What Do We Know about Interrogational Torture?". International Journal of Intelligence and CounterIntelligence (bằng tiếng Anh). Quyển 33 số 1. tr. 4–42. doi:10.1080/08850607.2019.1660951.
- Williams, Amanda C. de C.; Hughes, John (2020). "Improving the assessment and treatment of pain in torture survivors". BJA Education (bằng tiếng Anh). Quyển 20 số 4. tr. 133–138. doi:10.1016/j.bjae.2019.12.003. PMC 7807909. PMID 33456942. Bản gốc lưu trữ ngày 20 tháng 10 năm 2023. Truy cập ngày 13 tháng 4 năm 2024.
- Kelly, Tobias (2019). "The Struggle Against Torture: Challenges, Assumptions and New Directions". Journal of Human Rights Practice (bằng tiếng Anh). Quyển 11 số 2. tr. 324–333. doi:10.1093/jhuman/huz019. hdl:20.500.11820/4cc28414-d254-4ab9-829f-b73a2fffd322.
- Hatz, Sophia (2021). "What Shapes Public Support for Torture, and Among Whom?". Human Rights Quarterly (bằng tiếng Anh). Quyển 43 số 4. tr. 683–698. doi:10.1353/hrq.2021.0055. Bản gốc lưu trữ ngày 13 tháng 4 năm 2024. Truy cập ngày 13 tháng 4 năm 2024.
- Oette, Lutz (2021). "The Prohibition of Torture and Persons Living in Poverty: From the Margins to the Centre". International & Comparative Law Quarterly (bằng tiếng Anh). Quyển 70 số 2. tr. 307–341. doi:10.1017/S0020589321000038. ISSN 0020-5893. Bản gốc lưu trữ ngày 24 tháng 10 năm 2023. Truy cập ngày 13 tháng 4 năm 2024.
- Worrall, James; Hightower, Victoria Penziner (2021). "Methods in the madness? Exploring the logics of torture in Syrian counterinsurgency practices". British Journal of Middle Eastern Studies (bằng tiếng Anh). Quyển 49 số 3. tr. 418–432. doi:10.1080/13530194.2021.1916154. Bản gốc lưu trữ ngày 13 tháng 4 năm 2024. Truy cập ngày 13 tháng 4 năm 2024.
- Einolf, Christopher J. (2022). "How Torture Fails: Evidence of Misinformation from Torture-Induced Confessions in Iraq". Journal of Global Security Studies (bằng tiếng Anh). Quyển 7 số 1. doi:10.1093/jogss/ogab019.
- Einolf, Christopher J. (2023). "Understanding and Preventing Torture: a Review of the Literature". Human Rights Review (bằng tiếng Anh). Quyển 24 số 3. tr. 319–338. doi:10.1007/s12142-023-00696-2. ISSN 1874-6306. S2CID 260663119.
- Milewski, Andrew; Weinstein, Eliana; Lurie, Jacob; Lee, Annabel; Taki, Faten; Pilato, Tara; Jedlicka, Caroline; Kaur, Gunisha (2023). "Reported Methods, Distributions, and Frequencies of Torture Globally: A Systematic Review and Meta-Analysis". JAMA Network Open (bằng tiếng Anh). Quyển 6 số 10. tr. e2336629. doi:10.1001/jamanetworkopen.2023.36629. PMC 10548313. PMID 37787994. Bản gốc lưu trữ ngày 23 tháng 2 năm 2024. Truy cập ngày 13 tháng 4 năm 2024.
- Weishut, Daniel J. N.; Steiner-Birmanns, Bettina (2024). "A Review of Reasons for Inconsistency in Testimonies of Torture Victims". Psychological Injury and Law (bằng tiếng Anh). Quyển 17 số 1. tr. 88–98. doi:10.1007/s12207-024-09498-4. ISSN 1938-971X.

### Website
- "Israel: Torture still used systematically as Israel presents its report to the Committee Against Torture" (PDF). Amnesty International (bằng tiếng Anh). ngày 15 tháng 5 năm 1998. Lưu trữ (PDF) bản gốc ngày 8 tháng 7 năm 2024. Truy cập ngày 8 tháng 7 năm 2024.
- Parkinson, J. Robert (ngày 22 tháng 5 năm 2010). "Our institutions aren't broken; look at people and their words". Sarasota Herald-Tribune (bằng tiếng Anh). Lưu trữ bản gốc ngày 22 tháng 4 năm 2024. Truy cập ngày 22 tháng 4 năm 2024.
- Goodman, Rachel; Bandeira, Monica (2014). "Gender and torture: does it matter? An exploration of the ways in which gender influences the impact of torture and rehabilitation services" (PDF) (bằng tiếng Anh). The Centre for the Study of Violence and Reconciliation. tr. 5. Lưu trữ (PDF) bản gốc ngày 21 tháng 1 năm 2022. Truy cập ngày 5 tháng 4 năm 2024.
- "Traumatic shaking – The role of the triad in medical investigations of suspected traumatic shaking: A systematic review" (PDF). Statens beredning för medicinsk och social utvärdering (bằng tiếng Anh). tháng 10 năm 2016. tr. 12. 2EE5. Lưu trữ (PDF) bản gốc ngày 22 tháng 4 năm 2024. Truy cập ngày 22 tháng 4 năm 2024.
- Jacobs, Bruno (ngày 16 tháng 3 năm 2017). "Torture in the Achaemenid Period". Encyclopædia Iranica (bằng tiếng Anh). Lưu trữ bản gốc ngày 14 tháng 9 năm 2017. Truy cập ngày 5 tháng 4 năm 2024.
- "It's now (even more) official: torture is legal in Israel". World Organisation Against Torture (bằng tiếng Anh). ngày 21 tháng 3 năm 2019. Lưu trữ bản gốc ngày 28 tháng 11 năm 2023. Truy cập ngày 8 tháng 7 năm 2024.
- "Rehabilitation of Torture Victims". International Rehabilitation Council for Torture Victims. (bằng tiếng Anh). Bản gốc lưu trữ ngày 21 tháng 9 năm 2022. Truy cập ngày 5 tháng 4 năm 2024.